# Torrent de Bertí
El torrent de Bertí és un torrent del terme municipal de Sant Quirze Safaja, a la comarca del Moianès.
És al sector oriental del terme, en terres de l'antic poble rural de Bertí. Es forma en el poble de Bertí, des d'on davalla cap al sud-oest deixant a ponent el Puig Descalç i a llevant les restes del Clascar i dels Camps del Clascar, fins que al nord-est de la Putjota Petita i al nord-oest de la Putjota Gran s'aboca en el torrent del Traver.